# Parachauliodes japonicus
Parachauliodes japonicus là một loài côn trùng trong họ Corydalidae thuộc bộ Megaloptera. Loài này được McLachlan miêu tả năm 1867.